# Exoterm reaktion

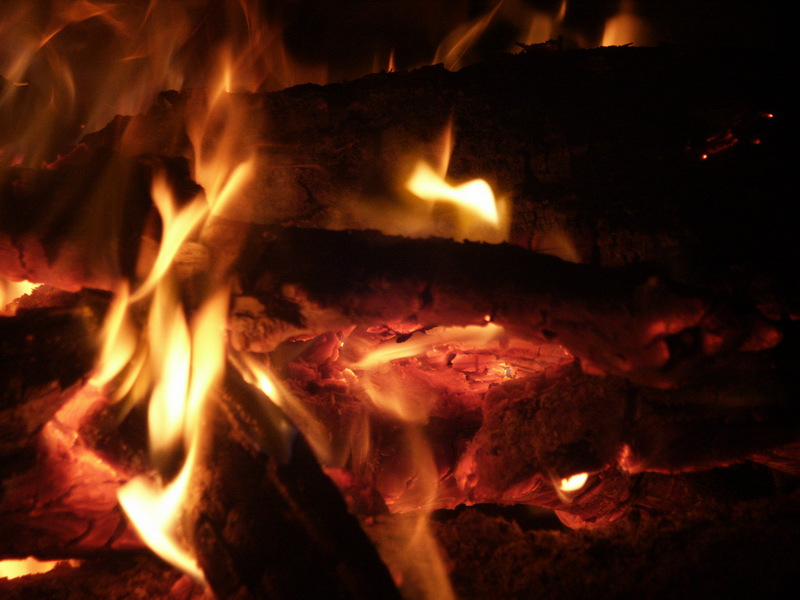
En exoterm reaktion (brinnande trä).

En exoterm reaktion, från grekiskans Exo- för ut och Thermes- för värme, är en kemisk reaktion där värme avges. Motsatsen är endoterma reaktioner, där energin som måste tillföras för att reaktionen ska fortgå är större än den avgivna energin. I båda dessa reaktioner skiljer sig reaktanternas entalpivärde från produkternas entalpivärde. I en exoterm reaktion är produkternas entalpi lägre än reaktionens reaktanter, vilket innebär att den totala entalpiförändringen blir negativ. Alltså gäller för en exoterm reaktion att ΔH < 0.

## Entalpi
Entalpi är i huvudsak ett mått på energin vid ett givet tillfälle för en reaktion, men entalpi tar även hänsyn till trycket och volymen av reaktionen. Entalpi, likt energi, är beroende av temperaturen, struktur, och aggregationstillstånd och därför är entalpi, H, energin adderat med en term som tar hänsyn till detta. Anledningen till att entalpi används, och inte energi, för att beräkna huruvida en reaktion är exoterm eller endoterm är för att vid konstant tryck så är entalpiskillnaden det samma som värmen som absorberas och släpps ut. Eftersom de flesta reaktionerna på jorden sker under atmosfäriskt tryck, det vill säga cirka 101,3 kPa, så är trycket konstant för dessa reaktioner.

## Avger värme
En exoterm reaktion avger energi i form av värme men kräver också energi för att sätta igång reaktionen. Energi som används för att sätta igång reaktionen och bilda aktiverade komplex kallas för reaktionens aktiveringsenergi. Energin som frigörs vid en exoterm reaktion är tillräckligt för att sätta igång liknande reaktioner då energin som avges ofta är större än aktiveringsenergin. Efter exoterma kemiska reaktioner bildas energifattiga ämnen. Exempel: väte + syre → vatten + energi, eller kol + syre → koldioxid + energi.
Sprängämnen består av exoterma reaktioner som avger energi i form av värme. Energiinnehållet per massenhet hos normala sprängämnen är i allmänhet mindre än hos fossila bränslen (TNT: drygt 4 MJ/kg, diesel: drygt 40 MJ/kg) men kännetecknas av att reaktionsförloppet sprider sig extremt snabbt i hela mängden sprängämne och ger en detonation, en tryckvåg som sprider sig snabbare än ljudhastigheten.

## Explosiv och Spontan reaktion
Reaktioner som benämns explosiva är kraftiga och snabbt reagerande exoterma reaktioner medan reaktioner vars reaktionsförlopp kan ta lång eller kort tid på sig kallas för spontana reaktioner. Spontana reaktioner är i tumregel oftast exoterma, men inte alltid. Detta innebär att man inte kan bestämma huruvida en spontan reaktion är spontan eller inte genom att mäta dess entalpiförändring. Istället används begreppet entropi från termodynamiken för att mäta skillnaden i oordning i reaktion över tid. Om en reaktion har positiv entropiändring så har oordningen ökat och innebär att reaktionen är spontan.

## Exempel på reaktioner
Vid vedeldning sker en exoterm kemisk reaktion. Energin som bands upp i cellulosan i trädet när det växte strålar ut som värme och ljus samtidigt som det bildas koldioxid och vatten.
En liknande exoterm kemisk reaktion sker i vår kropp då födan vi får i oss innehåller kolhydrater. Enzymer i kroppen fungerar som en katalysator och möjliggör att kolhydraterna kan reagera med syret i kroppen vid låg temperatur och ge energi i form av värme så vi kan röra oss och hålla oss varma. Det bildas också koldioxid och vatten som finns i utandningsluften. Formel för denna reaktion är översiktligt: kolhydrater + syre → koldioxid + vatten + energi.
Även den otroligt långsamma processen för diamant att omvandlas till grafit är exoterm. Eftersom grafit är mer stabilt än diamant så kommer diamant att långsamt omvandlas till grafit, så långsamt att det inte praktiskt går att mäta en entalpiförändring. Men genom att tillämpa Hess lag och summera två relaterade reaktioner så går det att beräkna entalpiändringen ΔH för processen då diamant omvandlas till grafit.
{\displaystyle C(s,diamant)+O_{2}\longrightarrow CO_{2}(g)\qquad \Delta H=-395.4kJ}
{\displaystyle CO_{2}(g)\longrightarrow C(s,grafit)+O_{2}(g)\qquad \Delta H=+393.5kJ}
{\displaystyle C(s,diamant)\longrightarrow C(s,grafit)\qquad \Delta H=-1.9kJ}
Analysen visar att entalpiförändringen för omvandling från diamant till grafit är negativ, vilket innebär att processen är exoterm och avger värme, om än i mycket långsam takt.